# Dragon Quest X
Dragon Quest X is een computerspel ontwikkeld en uitgegeven door Square Enix voor de Wii. De MMORPG is uitgekomen in Japan op 2 augustus 2012. In opvolgende jaren zijn er bijgewerkte versies uitgebracht en zijn er ports verschenen voor andere platforms.
Een bundel van het spel met twee uitbreidingspakketten verscheen op 3 december 2015 onder de titel Dragon Quest X: All-In-One Package voor de Wii U en Windows. In 2018 verscheen het onder de titel Digital Edition of Light voor de PlayStation 4, Windows en Switch.

## Platforms
| Jaar | Platform                     |
| ---- | ---------------------------- |
| 2012 | Wii                          |
| 2013 | Wii U, Windows, Android, iOS |
| 2014 | 3DS                          |
| 2017 | PlayStation 4, Switch        |
| 2020 | Browserspel                  |